# カンブルツァーノ
カンブルツァーノ（伊: Camburzano）は、イタリア共和国ピエモンテ州ビエッラ県にある、人口約1,200人の基礎自治体（コムーネ）。

## 地理

### 位置・広がり

#### 隣接コムーネ
隣接するコムーネは以下の通り。
- グラーリア
- モングランド
- ムッツァーノ
- オッキエッポ・インフェリオーレ
- オッキエッポ・スペリオーレ